# Преметро (Буенос-Айрес)
Преме́тро (ісп. Premetro) — система метротраму, що має довжину 7,4 км і 18 станцій і входить до складу Метрополітену Буенос-Айреса. Офіційна назва — лінія E2 або лінія P. Відкрита 27 серпня 1987 року.
Лінія Преметро проходить через райони Флорес, Вілья-Сольдаті і Вілья-Лугано. Перші 800 м лінія йде як звичайний трамвай, далі має виділену смугу для руху. Максимальна швидкість руху трамваїв Преметро складає 60 км/год, але зазвичай вона не перевищує 40 км/год. Подорож між кінцевими станціями займає 25-27 хвилин. Преметро працює з 5:30 до 21:00 у будні і з 8:00 до 21:00 у неділю і свята, інтервал руху 7-8 хвилин. Оскільки Преметро вважається лінією Метрополітену Буенос-Айреса, пасажири, що пересідають на нього з метро і навпаки, не повинні купувати додатково квитки. Лінія Преметро проходить переважно через райони нетрів і соціального житла, тому у вагонах їздять поліцейські для забезпечення порядку. З 1994 року власником і оператором Преметро є компанія «Metrovías».

## Станції
Лінія Преметро сполучається з лінією E Метрополітену Буенос-Айреса на станції «Intendente Saguier», де можна здійснити пересадку на станцію метро «Plaza de los Virreyes». Від станції «Intendente Saguier» йде основна лінія Преметро (ісп. Línea general), яка має 12 зупинок, останньою з яких є «Pola». Після станції «Pola» Преметро розділяється на дві гілки, одна з яких йде до станції «General Savio», інша — до «Centro Cívico». Довжина гілки від «Intendente Saguier» до «General Savio» 7,4 км, «Intendente Saguier»-«Centro Cívico» — 6,4 км.
2003 року влада Буенос-Айреса змінила назву деяких станцій Преметро.

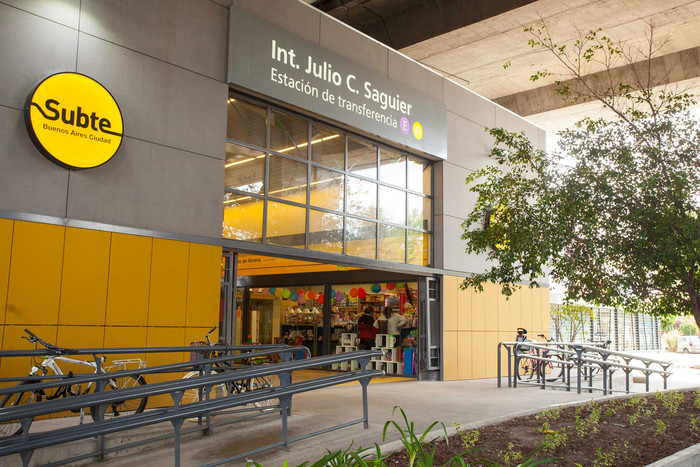
Станція «Intendente Saguier» ззовні
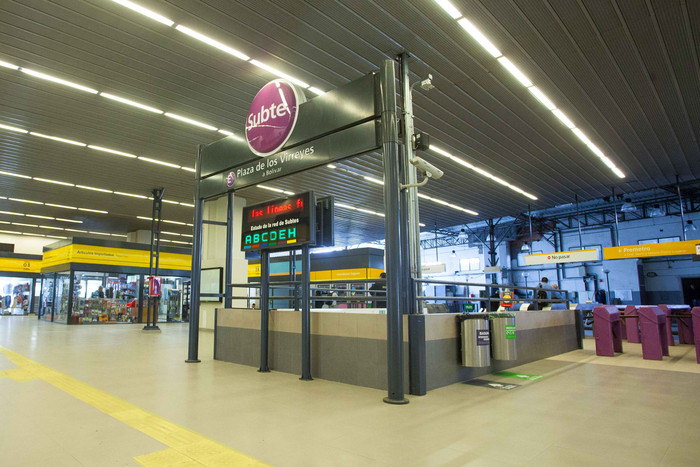
Станція «Intendente Saguier» всередині і пересадка на лінію E[en]
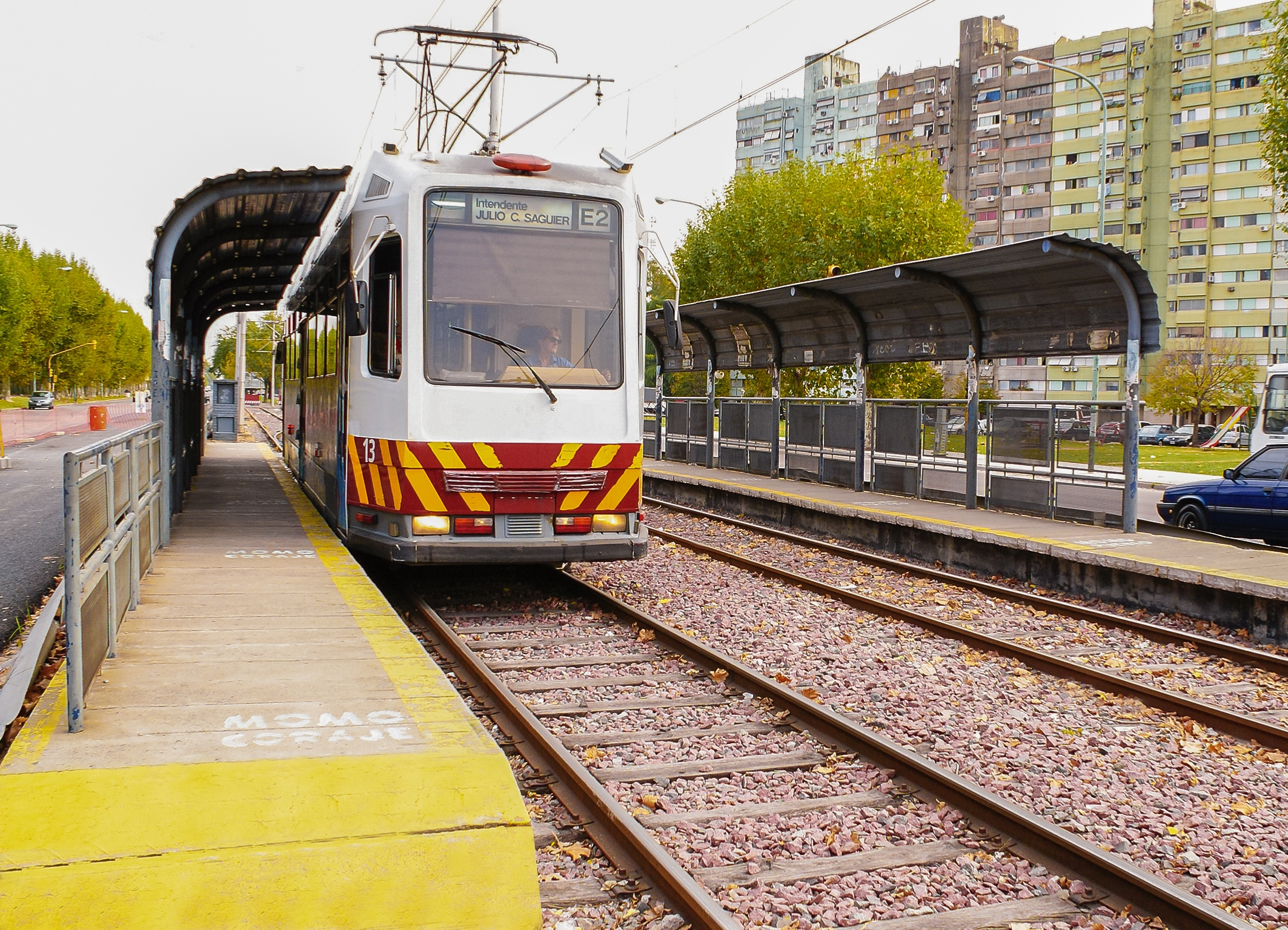
Станція «General Savio»

## Історія
Проект швидкісного трамваю для південно-західної частини Буенос-Айреса виник у 1980-х. Початково планувалося збудувати дві лінії — E1 і E2, які мали стати продовженням лінії метро E, але було реалізовано лише проект Е2 не в повному обсязі. Планувалося, що лінія Е2 мала доходити до проспекту Генерала Паса і йти далі до округів Ломас-де-Самора і Ла-Матанса, але згодом частину її було вирішено замінити автобусним маршрутом.
Також у 1980-х були плани збудувати лінію Преметро, яка мала стати продовженням лінії D метро Буенос-Айреса, а також ще одну лінію, яка мала йти паралельно до лінії C і з'єднувати район Пуерто-Мадеро з Ретіро. Обидва ці задуми не було втілено в життя.
Остаточний проект Преметро було ухвалено у січні 1987 року наказом Nº 41.729 міської ради Буенос-Айреса.
Прокладення шляхів почалося 11 червня 1986 року на вул. Лафуерте і було завершено за рік по тому. Будівництво коштувало 5,4 млн доларів США і ще 4,6 млн доларів було витрачено на придбання 25 трамваїв рухомого складу. Урочисте відкриття відбулося 27 серпня 1987 року.

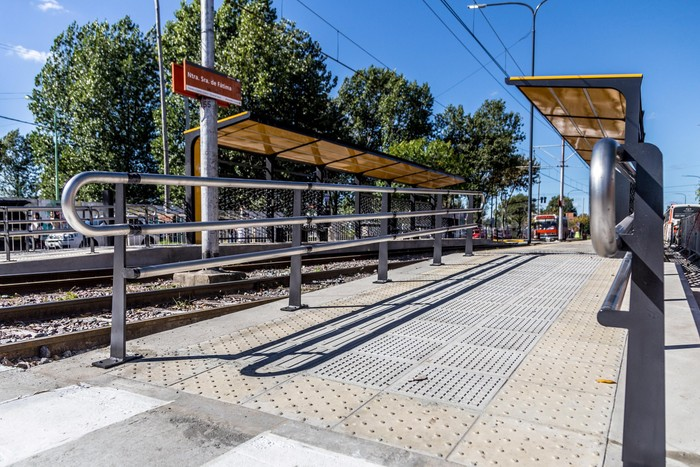
Відремонтована станція «Fátima» (2016)

13 березня 2000 року було відкрито нову зупинку на лінії Преметро під назвою «Nuestra Señora de Fátima», а 7 листопада 2006 року — зупинку «Pola».
У січні 2015 року влада Буенос-Айреса анонсувала реновацію зупинок і оновлення рухомого складу Преметро, яка була виконана у 2015—2017 роках. На оновлених зупинках були встановлені кнопки виклику поліції і швидкої допомоги.
2012 року було запропоновано збудувати ще одну лінію Преметро під назвою H1, яка мала пролягати від кінцевої зупинки лінії H метро до станції «General Savio» існуючої лінії Преметро E2. Проект не мав успіху.
2016 року влада Буенос-Айреса заявила про закриття і демонтаж Східного трамваю. Увесь рухомий склад, семафори і дроти контактної мережі були передані Преметро.

## Рухомий склад

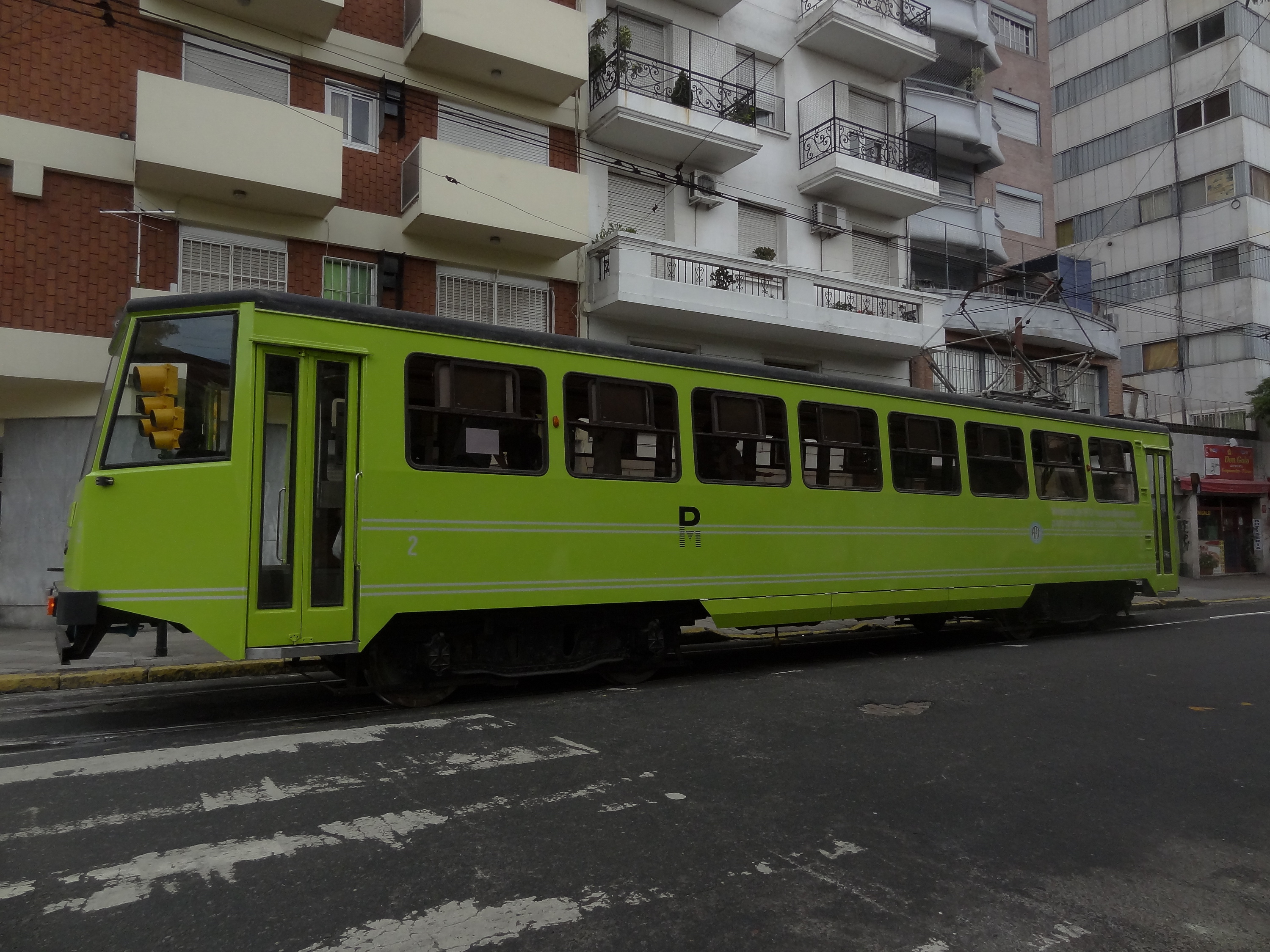
Вагон Lagarto

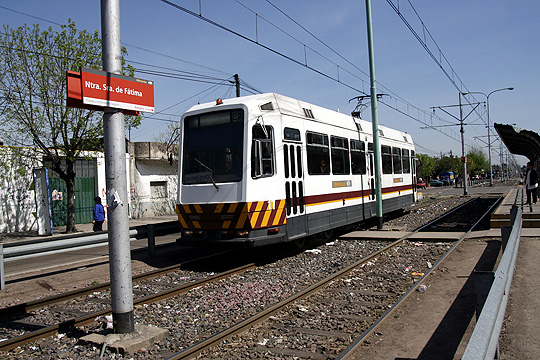
Вагон Materfer

Рухомий склад Преметро спочатку складався з восьми вагонів моделі Lagarto, які було зібрано з запчастин шести вагонів метро (6, 8, 62, 92, 102, 112) лінії А моделі La Brugeoise 1911—1913 років виробництва. Ці вагони курсували впродовж двох років. Вони мали місткість у 70 пасажирів і розвивали швидкість до 70 км/год.
1989 року старі вагони були замінені на нові Materfer, вироблені у місті Кордова. Вони вміщували 24 сидячих пасажирів і 115 стоячих. Довжина платформ станцій Преметро така, що вони можуть вмістити лише один вагон Materfer, тому вони не обладнані автозчепами. 
На 2013 рік рухомий склад Преметро налічує 17 вагонів Materfer, 6 з яких не на ходу.

## Пасажиропотік
Джерела: Atlas Ambiental de Buenos Aires y Metrovías (дані 1999—2008); газета Clarín (2012) і Головне управління статистики і переписів м. Буенос-Айреса
Через те, що Преметро курсує бідними районами, брак контролерів і затримки з впровадженням системи SUBE багато пасажирів їздять, не сплачуючи за проїзд. Окрім цього, шляхи швидкісного трамваю часто перекривають мітингувальники. Це спричинило падіння пасажиропотоку Преметро останніми роками.
Річний пасажиропотік за 2024 рік склав 587 444 пасажирів.